# 1959年の日本シリーズ
1959年の日本シリーズ（1959ねんのにっぽんシリーズ、1959ねんのにほんシリーズ）は、1959年10月24日から10月29日まで行われた第10回プロ野球日本選手権シリーズである。当時のセントラル・リーグ新記録となる5連覇を飾った水原円裕監督率いる読売ジャイアンツ（巨人）とパシフィック・リーグを1955年以来4年ぶりに制した鶴岡一人監督率いる南海ホークス（南海）による4年ぶり、通算5回目の対戦となった。

## 概要
朝日新聞のプロ野球担当記者3人によるシリーズ予想記事（10月22日付）では、2人が南海優勝を予想（勝敗はそれぞれ4-1、4-2。残る1名は4-3で巨人。記事の見出しは「結論的には南海?」）。読売新聞の展望記事（10月22日付）は「しいていえば投打ともに南海やや有利だが、三遊間の（引用者注：守備の）差がこれを割り引いて互角というところか」と記し、互角に近いながらもやや南海有利という見方であった。
ただ、監督の鶴岡は、これまで日本シリーズで巨人に敗れ続けているが、戦力の充実ぶりなどから、この年だけは負ける気がしなかったと、自著で振り返っている。
日本シリーズでストレート4連勝完全優勝を決めたのはこの南海が史上初。引き分けを挟んでの4勝負けなしというのを含めると、1957年の西鉄ライオンズが1引き分けを挟みながら4勝負けなしを達成して以来2チーム目の偉業となった。
負けた巨人はこれで1956年（西鉄戦）以来4年連続してシリーズ敗退を喫し、1958年（西鉄戦　この時は3連勝した後に4連敗を喫した）からシリーズ8連敗となった。とりわけこのシリーズでは史上初のストレート4連敗（1957年は1つ引き分けを挟む）であった。
初めて南海が日本シリーズで巨人と対戦してから8年、5回目の挑戦で勝ち取った日本一に大阪市民は熱狂、シリーズ終了翌々日の10月31日に秋晴れの下でおこなわれた大阪市内の優勝パレードには沿道に20万人が集まり、「御堂筋パレード」と呼ばれた。

## 試合結果
| 日付                                | 試合   | ビジター球団（先攻） | スコア   | ホーム球団（後攻） | 開催球場   |
| ----------------------------------- | ------ | -------------------- | -------- | ------------------ | ---------- |
| 10月24日（土）                      | 第1戦  | 読売ジャイアンツ     | 7 - 10   | 南海ホークス       | 大阪球場   |
| 10月25日（日）                      | 第2戦  | 読売ジャイアンツ     | 3 - 6    | 南海ホークス       | 大阪球場   |
| 10月26日（月）                      | 移動日 | 移動日               | 移動日   | 移動日             | 移動日     |
| 10月27日（火）                      | 第3戦  | 南海ホークス         | 3 - 2    | 読売ジャイアンツ   | 後楽園球場 |
| 10月28日（水）                      | 第4戦  | 雨天中止             | 雨天中止 | 雨天中止           | 後楽園球場 |
| 10月29日（木）                      | 第4戦  | 南海ホークス         | 3 - 0    | 読売ジャイアンツ   | 後楽園球場 |
| 優勝：南海ホークス（11年ぶり3回目） |        |                      |          |                    |            |

### 第1戦
|      | 1 | 2 | 3 | 4 | 5 | 6 | 7 | 8 | 9 | R  | H  | E |
| ---- | - | - | - | - | - | - | - | - | - | -- | -- | - |
| 巨人 | 0 | 0 | 0 | 0 | 0 | 1 | 2 | 0 | 4 | 7  | 14 | 1 |
| 南海 | 5 | 0 | 1 | 0 | 1 | 0 | 3 | 0 | X | 10 | 19 | 0 |

1. 巨：義原（0回1/3）、別所（5回2/3）、伊藤（1回1/3）、木戸（0回2/3）
2. 南：杉浦（8回）、祓川（0回0/3）、皆川（1回）
3. 勝利：杉浦（1勝）
4. 敗戦：義原（1敗）
5. 本塁打
南：岡本1号（3回ソロ・別所）、岡本2号（5回ソロ・別所）
6. 審判
［球審］二出川
［塁審］円城寺・横沢三・島
［外審］川瀬・瀧野
7. 試合時間：3時間13分

| 巨人 | 巨人 | 巨人     |
| 打順 | 守備 | 選手     |
| ---- | ---- | -------- |
| 1    | [遊] | 広岡達朗 |
| 2    | [二] | 土屋正孝 |
| 3    | [一] | 与那嶺要 |
| 4    | [三] | 長嶋茂雄 |
| 5    | [左] | 坂崎一彦 |
| 6    | [右] | 宮本敏雄 |
|      | 打右 | 国松彰   |
| 7    | [中] | 藤尾茂   |
| 8    | [捕] | 森昌彦   |
| 9    | [投] | 義原武敏 |
|      | 投   | 別所毅彦 |
|      | 打   | 加倉井実 |
|      | 投   | 伊藤芳明 |
|      | 投   | 木戸美摸 |
|      | 打   | 王貞治   |
|      | 走   | 河野正   |
|      | 打   | 十時啓視 |

| 南海 | 南海 | 南海       |
| 打順 | 守備 | 選手       |
| ---- | ---- | ---------- |
| 1    | [左] | 穴吹義雄   |
| 2    | [三] | 半田春夫   |
|      | 走三 | 森下整鎮   |
| 3    | [遊] | 広瀬叔功   |
| 4    | [右] | 杉山光平   |
| 5    | [中] | 長谷川繁雄 |
|      | 打中 | 大沢昌芳   |
| 6    | [捕] | 野村克也   |
| 7    | [二] | 岡本伊三美 |
| 8    | [一] | 寺田陽介   |
| 9    | [投] | 杉浦忠     |
|      | 打   | 島原輝夫   |
|      | 投   | 祓川正敏   |
|      | 投   | 皆川睦男   |

第1戦の先発投手について、南海はエースの杉浦忠であったが、巨人はエースの藤田元司でなく義原武敏であったことが、着目される（藤田がシリーズ開幕直前に足に打球を受けた影響への不安があったという）。南海は、1回に、この義原や途中から登板の別所毅彦を攻めて5点を挙げ、その後、一時は7点差をつけた。
杉浦は7回に指のマメをつぶしたといい、8回を3失点で降板した。巨人は、杉浦降板後の9回に4点を返して追い上げたが、チャンスで最後は、代打十時啓視が倒れた。
公式記録関係（日本野球機構ページ）

### 第2戦
|      | 1 | 2 | 3 | 4 | 5 | 6 | 7 | 8 | 9 | R | H  | E |
| ---- | - | - | - | - | - | - | - | - | - | - | -- | - |
| 巨人 | 2 | 0 | 0 | 0 | 0 | 0 | 1 | 0 | 0 | 3 | 7  | 0 |
| 南海 | 0 | 0 | 0 | 4 | 0 | 2 | 0 | 0 | X | 6 | 10 | 1 |

1. 巨：藤田（6回）、木戸（0回2/3）、義原（0回1/3）、安原（1回）
2. 南：田沢（1回0/3）、三浦（3回）、杉浦（5回）
3. 勝利：杉浦（2勝）
4. 敗戦：藤田（1敗）
5. 本塁打
巨：長嶋1号（1回2ラン・田沢）
6. 審判
［球審］筒井
［塁審］横沢三・瀧野・川瀬
［外審］円城寺・浜崎
7. 試合時間：2時間33分

| 巨人 | 巨人 | 巨人     |
| 打順 | 守備 | 選手     |
| ---- | ---- | -------- |
| 1    | [遊] | 広岡達朗 |
| 2    | [二] | 土屋正孝 |
| 3    | [左] | 与那嶺要 |
| 4    | [三] | 長嶋茂雄 |
| 5    | [中] | 坂崎一彦 |
| 6    | [右] | 国松彰   |
| 7    | [一] | 王貞治   |
| 8    | [捕] | 森昌彦   |
| 9    | [投] | 藤田元司 |
|      | 打   | 加倉井実 |
|      | 投   | 木戸美摸 |
|      | 投   | 義原武敏 |
|      | 投   | 安原達佳 |
|      | 打   | 藤尾茂   |

| 南海 | 南海 | 南海       |
| 打順 | 守備 | 選手       |
| ---- | ---- | ---------- |
| 1    | [左] | 穴吹義雄   |
| 2    | [三] | 森下整鎮   |
| 3    | [遊] | 広瀬叔功   |
| 4    | [右] | 杉山光平   |
| 5    | [中] | 長谷川繁雄 |
|      | 中   | 大沢昌芳   |
| 6    | [捕] | 野村克也   |
| 7    | [二] | 岡本伊三美 |
| 8    | [一] | 寺田陽介   |
| 9    | [投] | 田沢芳夫   |
|      | 投   | 三浦清弘   |
|      | 打   | 島原輝夫   |
|      | 投   | 杉浦忠     |

巨人は、1回に長嶋茂雄の2ラン本塁打で先制したが、2回に藤田のスクイズが失敗に終わって、試合の流れが変わったとみられる。南海は、4回に巨人先発投手の藤田に対して4安打1四球を集めて4点をあげて逆転し、6回にも2点を奪った。5回から登板の杉浦が、1失点で最後まで投げ切って、チーム、杉浦ともに連勝となった。
公式記録関係（日本野球機構ページ）

### 第3戦
|      | 1 | 2 | 3 | 4 | 5 | 6 | 7 | 8 | 9 | 10 | R | H  | E |
| ---- | - | - | - | - | - | - | - | - | - | -- | - | -- | - |
| 南海 | 0 | 2 | 0 | 0 | 0 | 0 | 0 | 0 | 0 | 1  | 3 | 4  | 1 |
| 巨人 | 1 | 0 | 0 | 0 | 0 | 0 | 0 | 0 | 1 | 0  | 2 | 10 | 0 |

1. 南：杉浦（10回）
2. 巨：藤田（8回）、別所（1回）、義原（1回）
3. 勝利：杉浦（3勝）
4. 敗戦：義原（2敗）
5. 本塁打
南：野村1号（2回2ラン・藤田）
巨：坂崎1号（9回ソロ・杉浦）
6. 審判
［球審］浜崎
［塁審］島・二出川・瀧野
［外審］川瀬・筒井
7. 試合時間：2時間47分

| 南海 | 南海 | 南海       |
| 打順 | 守備 | 選手       |
| ---- | ---- | ---------- |
| 1    | [左] | 穴吹義雄   |
| 2    | [三] | 森下整鎮   |
| 3    | [遊] | 広瀬叔功   |
| 4    | [右] | 杉山光平   |
| 5    | [中] | 長谷川繁雄 |
|      | 中   | 大沢昌芳   |
| 6    | [捕] | 野村克也   |
| 7    | [二] | 岡本伊三美 |
| 8    | [一] | 寺田陽介   |
| 9    | [投] | 杉浦忠     |

| 巨人 | 巨人   | 巨人     |
| 打順 | 守備   | 選手     |
| ---- | ------ | -------- |
| 1    | [左]一 | 与那嶺要 |
| 2    | [二]   | 土屋正孝 |
| 3    | [捕]   | 藤尾茂   |
| 4    | [三]   | 長嶋茂雄 |
| 5    | [中]左 | 坂崎一彦 |
| 6    | [右]   | 国松彰   |
| 7    | [遊]   | 広岡達朗 |
| 8    | [一]   | 王貞治   |
|      | 中     | 加倉井実 |
| 9    | [投]   | 藤田元司 |
|      | 打     | 宮本敏雄 |
|      | 走     | 河野正   |
|      | 投     | 別所毅彦 |
|      | 打     | 森昌彦   |
|      | 投     | 義原武敏 |

後楽園球場に舞台を移しての第3戦は、中堅手として途中出場の大沢昌芳による攻守が注目されている。特に、2-2の同点で迎えた9回裏の巨人の攻撃における森昌彦の左中間寄りの浅いライナーを、前進守備で捕り、タッグアップから本塁に向かった三塁走者広岡達朗も刺して、サヨナラ負けのピンチを脱したという場面があげられる。このプレーは打者が左打者にもかかわらず左中間の浅い位置に守備位置を取った大沢の好判断によるものだった。一方、走者の広岡は、スライディングも体当たりもせずに刺された形となり（広岡が捕手野村にタッチされたのは本塁3メートルくらい手前で、スライディングや体当たりもできなかったとも言えるが）、ファイトという面から批判的な意見も出され、シリーズ終了直後の南海側の座談会でも同様な話がなされている。
9回の杉浦は、鶴岡監督の目には、同点に追いつかれた上にピンチを迎えて自信を失い、自分から交代を申し出そうな状態であったが、鶴岡は、杉浦に運命を託し、それを杉浦に伝えるため、他の選手のお守りを一つマウンドに持たせたという。
南海は、10回表、寺田陽介の適時二塁打で勝ち越し、先発投手の杉浦が10回を142球完投勝利で3連勝となり、日本一に王手をかけた。
公式記録関係（日本野球機構ページ）

### 第4戦
|      | 1 | 2 | 3 | 4 | 5 | 6 | 7 | 8 | 9 | R | H | E |
| ---- | - | - | - | - | - | - | - | - | - | - | - | - |
| 南海 | 0 | 0 | 1 | 0 | 0 | 0 | 2 | 0 | 0 | 3 | 6 | 0 |
| 巨人 | 0 | 0 | 0 | 0 | 0 | 0 | 0 | 0 | 0 | 0 | 5 | 1 |

1. 南：杉浦（9回）
2. 巨：藤田（8回）、安原（1回）
3. 勝利：杉浦（4勝）
4. 敗戦：藤田（2敗）
5. 審判
［球審］島
［塁審］横沢三・筒井・二出川
［外審］円城寺・浜崎
6. 試合時間：2時間23分

| 南海 | 南海 | 南海       |
| 打順 | 守備 | 選手       |
| ---- | ---- | ---------- |
| 1    | [左] | 穴吹義雄   |
| 2    | [三] | 森下整鎮   |
| 3    | [遊] | 広瀬叔功   |
| 4    | [右] | 杉山光平   |
| 5    | [中] | 長谷川繁雄 |
|      | 中   | 大沢昌芳   |
| 6    | [捕] | 野村克也   |
| 7    | [二] | 岡本伊三美 |
| 8    | [一] | 寺田陽介   |
| 9    | [投] | 杉浦忠     |

| 巨人 | 巨人 | 巨人     |
| 打順 | 守備 | 選手     |
| ---- | ---- | -------- |
| 1    | [二] | 土屋正孝 |
| 2    | [右] | 国松彰   |
| 3    | [左] | 坂崎一彦 |
| 4    | [三] | 長嶋茂雄 |
| 5    | [一] | 与那嶺要 |
| 6    | [中] | 加倉井実 |
| 7    | [遊] | 広岡達朗 |
| 8    | [捕] | 藤尾茂   |
|      | 打   | 宮本敏雄 |
|      | 投   | 安原達佳 |
| 9    | [投] | 藤田元司 |
|      | 打捕 | 森昌彦   |

雨天のため1日順延して行われた第4戦、巨人藤田、南海杉浦がともに連続先発（鶴岡監督は、雨天順延になったため、杉浦先発としたという）。南海は3回、杉山の適時二塁打で先制、7回に巨人遊撃手広岡の適時失策と森下整鎮の犠飛で計2点を追加した。4連投の杉浦は、巨人打線を完封し、MVPに選出となった。杉浦は「一人になって泣きたい」の文句を残した。
公式記録関係（日本野球機構ページ）

## 表彰選手
- 最優秀選手賞：杉浦忠（南海）
- 敢闘賞：土屋正孝（巨人）
- 優秀選手賞：杉山光平（南海）
- 首位打者賞：寺田陽介（南海）
- 最優秀投手賞：杉浦忠（南海）
- 技能賞：岡本伊三美（南海）

## テレビ・ラジオ中継

### テレビ中継
- 第1戦：10月24日
  - よみうりテレビ≪日本テレビ系列≫・毎日放送≪NET（現・テレビ朝日）系列≫が同時中継　実況：香西正重（毎日放送）　解説：楠安夫　ゲスト解説：三原脩（西鉄監督を辞任し、大洋監督に就任）
- 第2戦：10月25日
  - NHK総合　実況：岡田実　解説：石本秀一　
  - よみうりテレビ≪日本テレビ系列≫・毎日放送≪NET系列≫　実況：越智正典（日本テレビ）　解説：南村侑広、藤村富美男
- 第3戦：10月27日
  - 日本テレビ・NETテレビ　実況：越智正典 解説：南村侑広　ゲスト解説：宇野光雄（国鉄監督）
- 第4戦：10月29日　
  - 日本テレビ・NETテレビ　実況：越智正典　解説：楠安夫、南村侑広　ゲスト解説：三原脩、宇野光雄

この年の日本シリーズは後楽園球場の日本シリーズが日本テレビ以外の民放テレビ局で中継放送された初めてのシリーズである。この年の2月27日、毎日放送は南海球団と大阪球場開催試合独占中継契約を結んだ。ところが日本テレビは1957年の西鉄・巨人戦以来続いてきたシリーズ全試合中継（テレビ西日本からのネット受けを含む）をこの年も目論んで、大阪球場にカメラを持ち込み南海ホームゲームをも自社中継しようと企てた。当然毎日側との係争が生起したが、妥協案が成立し、大阪球場開催試合は毎日放送の中継によみうりテレビも制作協力させ、毎日放送系列3局（NET・MBS・九州朝日放送）に加え日本テレビ系列22局も同一画面で中継することになった。一方、後楽園での開催試合については制作局は日本テレビのみとしたものの、日本テレビ系のみならず毎日放送系列3局でも日本テレビが制作した画面で同一中継を行うことになったのであった。

### ラジオ中継
- 第1戦：10月24日　
  - NHKラジオ第2　実況：志村正順　解説：小西得郎
  - ラジオ東京（現・TBSラジオ）（朝日放送制作）　実況：村上守　解説：笠原和夫　ゲスト：南都雄二、ミヤコ蝶々、三国一朗
  - 文化放送（ラジオ大阪制作）　実況：西澤暲　解説：土井垣武
  - ラジオ関東（現・ラジオ日本）　解説：児玉利一、山根俊英
- 第2戦：10月25日
  - NHKラジオ第2　実況：鈴木文彌　解説：苅田久徳
  - 朝日放送　解説：笠原和夫
  - 文化放送（ラジオ大阪制作）　実況：西澤暲　解説：土井垣武
  - ラジオ関東　解説：児玉利一、山根俊英
- 第3戦：10月27日　
  - NHKラジオ第2　実況：志村正順 解説：小西得郎
  - 朝日放送（ラジオ東京制作）　解説：大和球士
  - 文化放送　実況：大庭俊司　解説：浜崎真二　ゲスト解説：金田正一（国鉄）
  - ラジオ関東　解説：児玉利一、山根俊英
- 第4戦：10月29日
  - NHKラジオ第2　実況：野瀬四郎 解説：石本秀一
  - 朝日放送（ラジオ東京制作）　実況：小坂秀一　解説：西沢道夫
  - 文化放送　実況：大庭俊司　解説：浜崎真二　ゲスト解説：山内和弘（大毎）
  - ラジオ関東　実況：窪田康夫　解説：児玉利一、山根俊英